# Биљани Горњи
Биљани Горњи су насељено мјесто у Босни и Херцеговини у Општини Кључ које административно припада Федерацији Босне и Херцеговине. Према попису становништва из 1991. у насељу је живјело 369 становника.

## Географија
Село Горњи Биљани је типично подгрмечко насеље које се налази на обронцима Ошљака са сјевероисточне стране и Луњева/Градине са сјеверозапада. Ово средњопланинско подручје се налази на надморској висини од 400 до 666м и покривено је пашњацима и бјелогоричном шумом. Два ријечна слива доминирају подручјем, јужни од којег настаје Биљанска ријечица и сјеверни са осталим десним притокама Санице. Подручје са израженом континенталном и донекле јадранском климом.

## Историја
За вријеме аустоугарске окупације, мјесто је било познато под именом Бихани Српски, и били су у саставу среза Кључ.

## Становништво
| Демографија | Демографија | Демографија |
| Година      | Становника  | Становника  |
| ----------- | ----------- | ----------- |
| 1991.       | 369         |             |

Својом раштрканом конфигурацијом ово село је чинила следећа листа заселака:
- Мешани
  - Домазети
  - Мешановићи
  - Марићи
- Кошарине
  - Марићи
- Домазети
  - Домазети
- Поток
  - Мандићи
  - Бранковићи
- Мршићи
  - Остојићи
  - Бабићи
  - Мршићи
- Руси
  - Бранковићи
- Марићи
  - Марићи
  - Бањци
- Анчићи
  - Анчићи
  - Марићи
- Бранковићи
  - Бранковићи
- Бабићи
  - Бабићи
- Лазићи
  - Лазићи
  - Лакићи
- Кокани
  - Коканивићи
  - Лазићи
- Лакићи
  - Лакићи
- Бибовићи
  - Ботоњићи
- Баре
  - Ботоњићи
  - Лакићи
- Ботонићи
  - Ботоњићи
- Хукановићи
  - Хукановић

## Привреда
Привредни услови омогућавају доминантне пољопривредне, сточарске и шумарске дјелатности. И поред релативно погодних услова за развој ових привредних дијелатности, велики одлив становништва након задњих ратних превирања 90-тих година претходног вијека је допринио да је регион доста осиморашен и привредно неефикасан.